# 间接引语
间接引语（英語：Reported Speech 或 Indirect Speech）是引语的一种，用于间接引述（转述）人或者机构的发言。可分为普通间接引语和自由间接引语两种。间接引语不加引号。

## 轉述方法
- 转述时，应将思考的主体由别人转换到自己。在这种情况下，所用代词可能会改变。比如：

- 甲：“我今天踢了足球。”
- 转述：甲说他今天踢了足球。

- 甲，对转述者：“你应该把门关上。”
- 转述：甲说我应该把门关上。

- 时间词由于原话的发表时间不同而可能有所改变：

- 甲，昨天：“我今天踢了足球。”
- 转述：甲昨天说他当天踢了足球。

- 甲，昨天：“我昨天踢了足球。”
- 转述：甲昨天说他一天前／前天踢了足球。

- 方位词由于原话的发表地点不同有可能有所改变：

- 甲，某处，对转述者：“乙，把这里的窗户关上。”
- 不在某处时的转述：甲叫我把那里的窗户关上。

- 甲，三楼：“楼下的安静点。”
- 转述，一楼：甲在叫我们楼上的／二楼的／他楼下的安静点。

- 疑问词可能会改为“是否”、“是不是”：

- 甲：“大家都到齐了吗？”
- 转述：甲问大家是否都到齐了。

- 感叹句改成陈述句

- 甲：“不关你事！”
- 转述：甲说不关我事。（仅仅是语气变缓和）

- 甲：“乙是多好的一个人啊！”
- 转述：甲感叹乙是一个很好的人。（感叹词“多好”变为陈述词“很好”）

- 其他转化习惯

- 请问→问
- 请→叫、让
- 早上／上午／中午／下午／晚上／节日 好／你好→问／祝我时间词 好／向我问好

- 总的来说，使用间接引语的方式即是从发言人的角度换到转述人的角度，并将语气换为陈述语句

## 普通间接引语
使用纯第三人称的方式叙述的间接引语

## 自由间接引语
拥有第三人称的一些特性，但实质更接近于第一人称叙述。参见英文维基百科：自由間接引語